# Torai Kamata
Torai Kamata (født 26. maj 1999) er en japansk fodboldspiller.
Han har spillet for flere forskellige klubber i sin karriere, herunder Blaublitz Akita.